# أندرو مارث
أندرو مارث (بالإنجليزية: Andrew Marth)‏ هو مدرب كرة قدم ولاعب كرة قدم أسترالي في مركز الوسط، ولد في 10 فبراير 1969. شارك مع منتخب أستراليا لكرة القدم. أما مع النوادي، فقد لعب مع Carlton SC ‏.